# Skóra hamburska

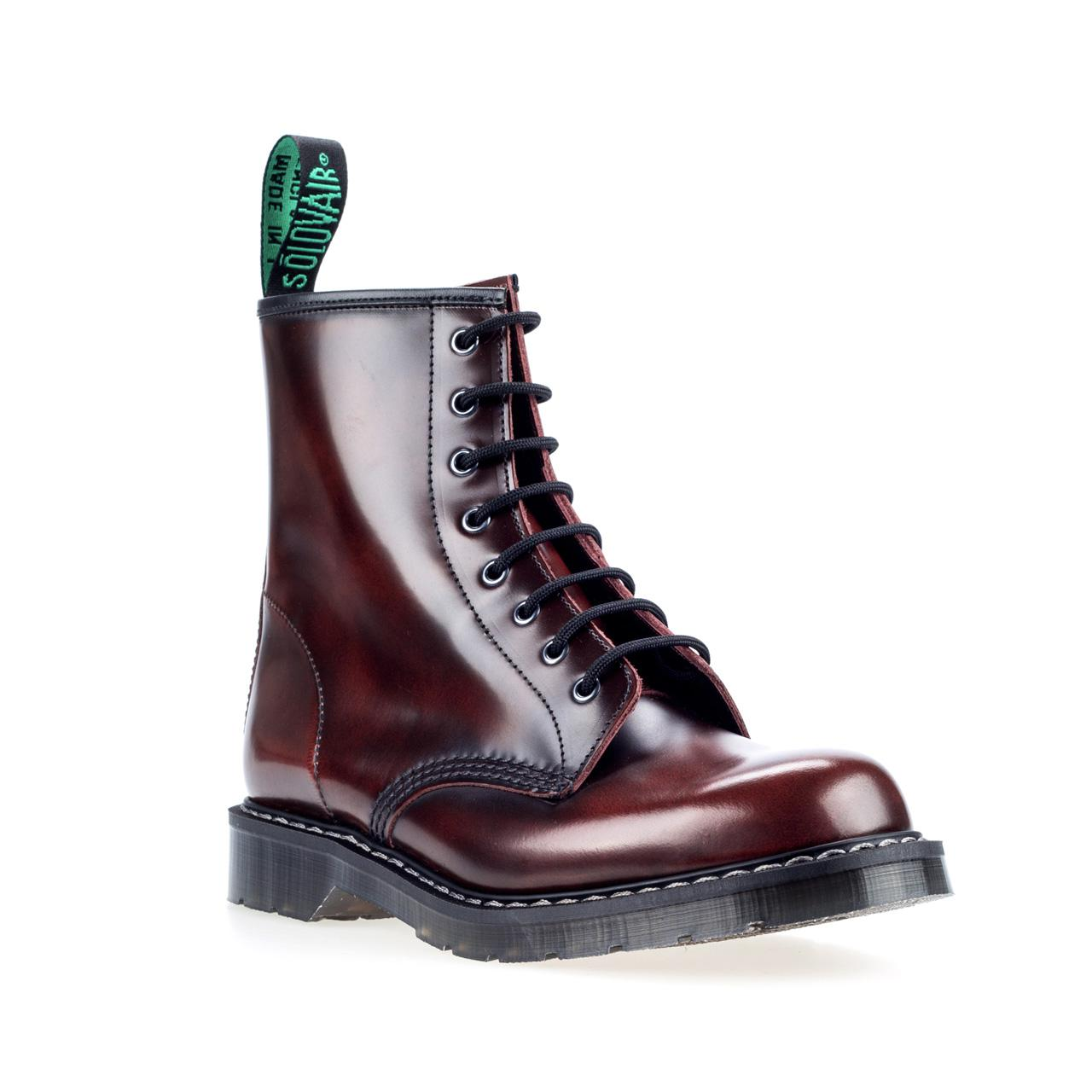
Model buta marki Solovair wykonany ze skóry hamburskiej

Skóra hamburska – tylna część surowej skóry końskiej, różniąca się od przedniej grubością i sposobem garbowania (obie te części garbuje się oddzielnie).
Z uwagi na znaczną grubość i wytrzymałość skóry hamburskie używane są do produkcji podeszew i wierzchów obuwia (skóry końskie nie przepuszczają powietrza, a zatem charakteryzują się dużą nieprzemakalnością). Skóra hamburska wyprawiana jest garbnikami roślinnymi. Pierwotnie sposób jej garbowania wypracowano w Hamburgu, stąd nazwa i skóry, i całego procesu, zwanego hamburskim.